# Wesley Saunders
Wesley Shyaam Saunders (Los Angeles, 16 giugno 1993) è un cestista statunitense.

## Caratteristiche tecniche
Guardia dinamica con un'altezza da ala piccola (1,96 m), è in grado di risultare determinante sia nelle azioni offensive sia a rimbalzo. Dispone inoltre di un'ottima visione di gioco che si palesa nella buona media di assist per i compagni.

## Carriera
Formatosi cestisticamente all'Università di Harvard, non viene scelto da nessuna squadra NBA. Dopo diverse stagioni in D-League, decide di continuare oltreoceano.

### 2017-18: l'approdo in Europa
Nella stagione 2017-18 approda in Europa nella Korisliiga finlandese, ingaggiato dal Kataja, con cui si distingue con 15,4 punti, 7,5 rimbalzi e 2,6 assist in 37 gare di campionato e con 11,8 punti in 12 gare di Fiba Europe Cup.

### 2018-19: l'arrivo a Cremona
Il 26 luglio 2018 la Vanoli Cremona annuncia la firma del giocatore. L'esordio in campionato avviene il 6 ottobre 2018 al PalaTrento. Saunders, alla prima con Cremona, mette a referto la sua migliore prestazione italiana , con 29 punti in 40 minuti, 8 rimbalzi, 4 palle recuperate, 2 assist e 10 falli subiti, contribuendo, con una prestazione a tutto campo, alla vittoria della Vanoli dopo un supplementare. Nell'ultima gara d'andata, vinta contro Reggio Emilia, mette a referto una doppia doppia da 15 punti e 15 rimbalzi: chiude il girone con una media di 7,7 rimbalzi a partita, al decimo posto della classifica della LBA in questa specialità, al primo se si escludono i centri e le ali forti. Riesce a confermarsi anche al ritorno come il migliore rimbalzista tra i piccoli. Chiude la stagione regolare con la media di 10,9 punti, 6,7 rimbalzi e 3,3 assist. Migliora in parte questi valori nei play-off, che chiude con 13,9 punti, 6,1 rimbalzi e 3,2 assist a partita.

#### Coppa Italia 2019
Il 14 febbraio 2019 esordisce nella manifestazione realizzando 20 punti e 7 rimbalzi nei quarti contro Varese. Due giorni dopo, in semifinale contro la Virtus Bologna, ne mette a referto altri 15 assieme a 5 rimbalzi. Conquistata la finale contro Brindisi, contribuisce alla prima vittoria della coppa da parte di Cremona con 18 punti e 9 rimbalzi. Nelle tre partite in cui è stato impiegato ottiene una valutazione complessiva di 80 (28+26+26), la seconda migliore di sempre nelle Final 8 (il record di 81 fu ottenuto nel 2013 da Mike Green).

### 2019-20: il secondo anno a Cremona
Il 10 giugno 2019 la società lombarda annuncia il rinnovo di Saunders fino al 30 giugno 2020.
2020-2021: Monaco e Fortitudo Bologna
Dopo aver iniziato la stagione tra le file del Monaco, nel campionato francese, a inizio novembre rescinde il contratto con i francesi, e si accasa alla Fortitudo Bologna, ritrovando così coach Romeo Sacchetti, suo mentore nelle stagioni di Cremona.

## Palmarès
- Coppa Italia: 1

Cremona: 2019